# Kurowskoje
Kurowskoje (ros. Куровское) – miasto w Rosji, w obwodzie moskiewskim, 93 km na południowy wschód od Moskwy. W 2020 liczyło 20 598 mieszkańców.
Znajduje tu się stacja kolejowa Kurowskaja, położona na południowym szlaku Kolei Transsyberyjskiej.